# Gustaw Pillati

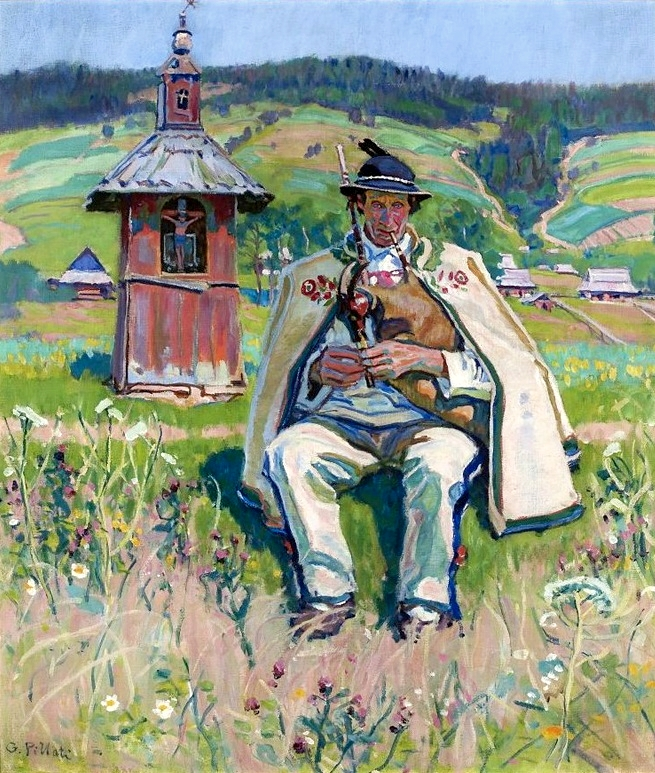
Gustaw Pillati, Góral z kobzą, pocz. XX wieku

Gustaw Marian Pillati (ur. 2 sierpnia 1874 w Warszawie, zm. 25 lutego 1931 tamże) – polski malarz i rysownik, pedagog. Wywodził z rodziny warszawskich artystów: jego ojciec Ksawery Pillati oraz stryj Henryk Pillati byli malarzami, natomiast brat Stefan Pillati zajmował się rzeźbiarstwem. 
Gustaw Pillati uczęszczał do Klasy Rysunkowej Wojciecha Gersona, a następnie, w latach 1897–1900 studiował w krakowskiej Szkole Sztuk Pięknych, gdzie jego nauczycielami byli: Florian Cynk (rysunek) oraz Teodor Axentowicz (malarstwo). Następnie kształcił się zagranicą: w Académie Julian w Paryżu (od 1901 roku) oraz szkole Simona Hollósy'ego w Monachium (od 1908 roku). Po powrocie do kraju zamieszkał w Warszawie. W 1920 roku walczył w wojnie polsko-bolszewickiej. W latach 1920–1922 uczył rysunku na kursach w Muzeum Rzemiosł i Sztuki Stosowanej, natomiast w latach 1923–1926 wykładał w Szkole Sztuk Pięknych. Należał do Towarzystwa Zachęty Sztuk Pięknych, Grupy Pro Arte oraz Związku Zawodowego Polskich Artystów Plastyków. Od 1899 roku regularnie wystawiał swoje prace w warszawskiej Zachęcie, a w latach 1902–1905 – również w Salonie Krywulta. Ponadto jego prace wystawiane były w kraju (m.in. Kraków, Lwów, Częstochowa, Kielce, Łódź, Lublin, Poznań, Wilno) oraz zagranicą (Moskwa).

Gustaw Pillati tworzył głównie obrazy olejne, rzadziej pastele i akwarele. Ponadto był autorem wielu grafik oraz ilustracji. Ulubionymi tematami były pejzaże, portrety oraz sceny rodzajowe o tematyce ludowej. Tematów szukał na Huculszczyźnie, Podhalu, w Tatrach oraz Beskidach, a podczas studiów we Francji – w Bretanii. Jego prace, wystawiane w Zachęcie, były wielokrotnie nagradzane, a w 1927 roku obraz Góral z kosą zdobył brązowy medal.
Po śmierci został pochowany na cmentarzu Powązkowskim w Warszawie (kwatera 154-4-24).